# Sport Club Municipal Universitatea Craiova 2015-2016 (pallavolo maschile)
Questa voce raccoglie le informazioni riguardanti lo Sport Club Municipal Universitatea Craiova nelle competizioni ufficiali della stagione 2015-2016.

## Organigramma societario
Area tecnica
- Allenatore: Dănuț Pascu
- Allenatore in seconda: Claudiu Mitru

## Rosa
| N° | Nome             | Ruolo | Data di nascita  | Nazionalità sportiva |
| -- | ---------------- | ----- | ---------------- | -------------------- |
| 1  | Răzvan Vîlcelean | S/O   | 22 febbraio 1989 | Romania              |
| 2  | Andrei Georgescu | P     | 22 marzo 1991    | Romania              |
| 3  | Nicolae Ghionea  | C     | 17 marzo 1988    | Romania              |
| 4  | Oleksiy Klyamar  | S     | 11 aprile 1987   | Ucraina              |
| 6  | Mihai Mărieș     | L     | 21 marzo 1988    | Romania              |
| 7  | Bogdan Ene       | S     | 22 marzo 1986    | Romania              |
| 8  | Laurenţiu Marciu | S     | 21 novembre 1988 | Romania              |
| 9  | Vlad Cuciureanu  | C     | 15 giugno 1991   | Romania              |
| 10 | Cristian Bartha  | P     | 29 novembre 1985 | Romania              |
| 11 | Laurenţiu Lică   | S/O   | 11 febbraio 1980 | Romania              |
| 12 | Dan Borota       | S     | 9 luglio 1984    | Romania              |
| 14 | Ivan Mihalj      | C     | 23 novembre 1990 | Croazia              |